# Sloup se sochou Panny Marie (Chroustovice)
Sloup se sochou Panny Marie Immaculaty je rokokový mariánský sloup od neznámého autora z roku 1752, který se nalézá na parkově upraveném prostranství před kostelem svatého Jakuba Většího v městyse Chroustovice v okrese Chrudim. Sloup je od roku 1958 chráněn jako nemovitá kulturní památka ČR. 

## Historie
Kamenný sloup s sochou Panny Marie Immaculaty byl postaven v roce 1752. Opětovně vztyčen a restaurován byl v roce 1804 poté, co byl povalen vichřicí. V roce 1992 byl poškozen při autohavárii padajícím sloupem elektrického vedení a ještě v témže roce byla provedena jeho oprava. Další renovace proběhla v roce 2018.

## Popis
Na prostranství před kostelem svatého Jakuba Většího, na základně ze tří pískovcových schodů čtvercového půdorysu, stojí nízký hranolový, nahoře profilováním okosený podstavec. Na něm je postaven užší hranolový pilíř zakončený profilovanou římsou. Na čelní straně pilíře je ve vyhloubeném rámečku vytesán nápis s chronogramem roku 1752 (MDCCVVVVVVVVVIIIIIII): „O MARIA / TVTO STATVI / OBIETVGE OBEC / CHRAVSTAVSKA / TVE STRAZI A OPA / TROVANI SE TIESSI / DIVKA TVA“. Na zadní straně pilíře je vyryt další nápis s vročením: „POSTAWENA ZA / CSASV / DVSTOGNIE / WELWBNEHO A WI / SOCZE VCZENEHO / PANA ANTONINA / STROCHOWSKEHO / FARARZE CHRAV / STAVSTOWSKEHO / POSWECENA GEST / ZA RICHTARZE / FRANTCE NOWAKA / MARTINA LOSKOTA / OBECZNIHO / 1752“.
Na římse, na profilovaném podstavci, stojí osmiboký, nahoru se kónicky zužující sloup zakončený hlavicí, na němž stojí socha Panny Marie Immaculaty oděná v řasnatém rouchu s rukama sepjatýma na prsou a svatozáří kolem hlavy.